# Eugeniusz Gorzelak
Eugeniusz Gorzelak (ur. 14 października 1921 w Kiedrzynie, obecnie w granicach Częstochowy, zm. 25 stycznia 2013 w Warszawie) – polski działacz partyjny i państwowy, ekonomista, profesor doktor habilitowany nauk ekonomicznych, zastępca przewodniczącego Komisji Planowania przy Radzie Ministrów (1980–1983).

## Życiorys
Syn Bolesława i Marianny. Uczył się w ramach tajnych kompletów w IV Liceum Ogólnokształcącym im. Henryka Sienkiewicza w Częstochowie, ukończył je w 1944. Równocześnie do 1943 do 1945 pracował jako nauczyciel w rodzinnej miejscowości. Absolwent inżynierii rolnej na Wydziale Rolniczo-Leśnym Uniwersytetu Poznańskiego (1948). Uzyskiwał następnie stopnie doktora nauk ekonomicznych (lata 50. XX wieku) i doktora habilitowanego nauk ekonomiczno-rolnych (1962), a 4 maja 1972 tytuł profesora nauk ekonomicznych. Zajął się pracą naukową, specjalizując się w zakresie ekonomiki rolnictwa, gospodarki żywnościowej i polityki agrarnej. Autor ponad 700 opracowań naukowych, wypromował 16 doktorów nauk ekonomiczno-rolniczych, w tym z zagranicy.
Od 1948 do 1949 asystent w Wyższej Szkole Gospodarstwa Wiejskiego w Łodzi, następnie statystyk w Instytucie Medycyny Pracy w Łodzi (1949–1952) oraz kierownik pracowni w Instytucie Ekonomiki Rolnej w Warszawie (1952–1958). Od 1961 wykładał w Szkole Głównej Planowania i Statystyki, w latach 1969–1974 kierował Katedrą Ekonomiki Rolnictwa, a w latach 1978–1980 Katedrą Ekonomiki Rolnictwa i Gospodarki Żywnościowej na Wydziale Ekonomiki Produkcji SGPiS. Później kierownik Instytutu Rozwoju Gospodarczego Szkoły Głównej Handlowej (1989–1994). Został także kierownikiem Katedry Rynku w Warszawskiej Wyższej Szkoły Ekonomicznej im. Edwarda Wiszniewskiego. Został członkiem honorowym Komitetu Ekonomiki Rolnictwa oraz Komitetu Ekonomii Rolnictwa i Rozwoju Obszarów Wiejskich Polskiej Akademii Nauk.
Został członkiem Zjednoczonego Stronnictwa Ludowego, zasiadał w Naczelnym Komitecie ZSL (1973–1984). Pracował w Komisji Planowania przy Radzie Ministrów (1958–1963), początkowo w Zakładzie Badań Ekonomicznych i od 1959 jako wicedyrektor Departamentu Rolnictwa. Od października 1980 do grudnia 1983 pozostawał zastępcą przewodniczącego tej Komisji. Był także prezesem Centralnego Związku Spółdzielni Oszczędnościowo-Pożyczkowych (1972–1975) i wiceprezesem Rady Gospodarki Żywnościowej (1981–1983). W latach 1963–1966 pracował jako ekspert Komisji Gospodarczej Narodów Zjednoczonych ds. Afryki w Addis Abebie. W III RP pracował m.in. w Agencji Rynku Rolnego.
Zmarł w wieku 91 lat. 31 stycznia 2013 pochowany na Cmentarzu Powązkowskim w Warszawie.

## Odznaczenia
Odznaczony Krzyżem Kawalerskim Orderu Odrodzenia Polski i Srebrnym Krzyżem Zasługi (1952).